# Alfredo Cano
Alfredo Cano (Eldorado, Misiones, Argentina, 30 de agosto de 1982) es un exfutbolista argentino que jugaba como delantero. Actualmente es asistente técnico del Club General Díaz de la Primera División de Paraguay.

## Clubes

### Como jugador
| Club                   | País      | Año       |
| ---------------------- | --------- | --------- |
| Olimpo                 | Argentina | 2003-2004 |
| Sportivo Eldorado      | Argentina | 2004      |
| San Luis F. C.         | México    | 2005      |
| Guarani Antonio Franco | Argentina | 2006      |
| 2 de Mayo              | Paraguay  | 2008-2009 |
| Sol de América         | Paraguay  | 2009-2010 |
| Sportivo Luqueño       | Paraguay  | 2010      |
| Atlético Colegiales    | Paraguay  | 2011-2012 |
| General Díaz           | Paraguay  | 2012-2017 |

### Como entrenador
| Club                             | País     | Año           |
| -------------------------------- | -------- | ------------- |
| General Díaz (Asistente técnico) | Paraguay | 2019-presente |

### Como Gerente Deportivo
| Club         | País     | Año       |
| ------------ | -------- | --------- |
| General Díaz | Paraguay | 2018-2019 |

## Palmarés

### Como jugador
| Título              | Club              | País     | Año  |
| ------------------- | ----------------- | -------- | ---- |
| División Intermedia | Club General Díaz | Paraguay | 2012 |